# 채색필사본 대동여지도
채색필사본 대동여지도는 서울특별시 종로구에 있는 신유본 <대동여지도>를 모사한 필사본 지도이다. 2014년 10월 29일 대한민국의 국가등록문화재 제638호로 지정되었다.

## 개요
한국연구원 소장본 <대동여지도>는 신유본 <대동여지도>를 모사한 필사본이나 <대동여지도> 원본에 없는 우산도가 표시되어 있다.
우산도 뿐만 아니라 북방 및 변방의 지리 정보(지명, 주기 등)가 적지 않게 추가되어 있으며, 당시 지식인의 영토 인식과 고민이 반영되어 있다.

## 같이 보기
- 대동여지도

## 참고 자료
- 채색필사본 대동여지도 - 국가유산청 국가유산포털